# Cornelia Hütter
Cornelia Hütter (Graz, 29 de octubre de 1992) es una deportista austríaca que compite en esquí alpino.
Ganó una medalla de bronce en el Campeonato Mundial de Esquí Alpino de 2023, en la prueba de supergigante. En la Copa del Mundo consiguió nueve victorias y 32 podios en total.
Participó en tres Juegos Olímpicos de Invierno, entre los años 2014 y 2022, ocupando el octavo lugar en Pyeongchang 2018 (supergigante) y el séptimo Pekín 2022 (descenso).

## Palmarés internacional
| Campeonato Mundial | Campeonato Mundial           | Campeonato Mundial | Campeonato Mundial |
| Año                | Lugar                        | Medalla            | Prueba             |
| ------------------ | ---------------------------- | ------------------ | ------------------ |
| 2023               | Courchevel/Méribel (Francia) | Medalla de bronce  | Supergigante       |